# Eka Zguladze
Ekaterina "Eka" Zguladze (georgiska: ეკატერინე ზღულაძე, ukrainska: Екатеріна Згуладзе), född 18 juni 1978 i Tbilisi i Georgiska SSR i Sovjetunionen, är en georgisk politiker som 2014 rekryterades som minister till Ukrainas regering. Hon har tidigare varit biträdande inrikesminister och tillförordnad inrikesminister i Georgien.
Zguladze har studerat internationell journalistik vid Tbilisis universitet. Hon var 2011-2016 gift med den franska regissören Raphaël Glucksmann, son till filosofen André Glucksmann.